# Franz II. (Sachsen-Lauenburg)

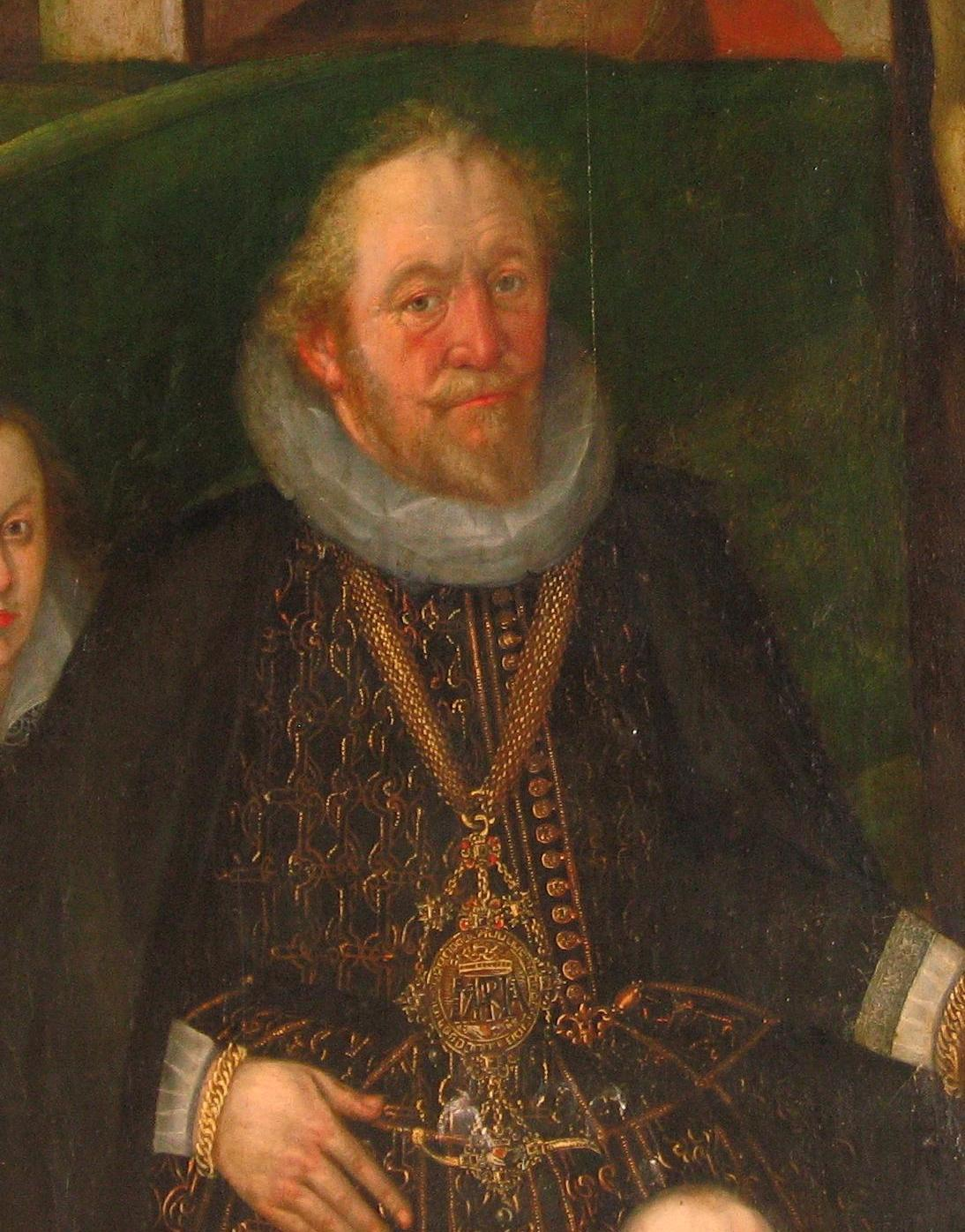
Franz II., ca. 1608

Franz II. von Sachsen-Lauenburg (* 10. August 1547 in Ratzeburg; † 2. Juli 1619 in Lauenburg/Elbe) war von 1581 bis 1619 Herzog von Sachsen-Lauenburg aus dem Hause der Askanier.

## Leben
Franz war der zweite überlebende Sohn des Herzogs Franz I. von Sachsen-Lauenburg (1510–1581) aus dessen Ehe mit Sibylle (1515–1592), Tochter des Herzogs Heinrich von Sachsen. Der Prinz wurde im lutherischen Glauben erzogen und trat in zunächst kaiserliche, später in spanische Kriegsdienste. Im Jahr 1566 nahm er an einem Feldzug in Ungarn teil und 1568 beförderte ihn der Herzog von Alba zum Obristen in den Niederlanden.
1571 legte Franz’ Vater die Regierung zu Gunsten seines Sohnes Franz nieder. Der übergangene ältere Sohn Magnus, der in schwedischen Diensten stand, protestierte und ging militärisch gegen Lauenburg vor. Er eroberte Ratzeburg, konnte aber durch die von Franz zur Hilfe gerufenen Truppen des niedersächsischen Kreises vertrieben werden. Beim Versuch des Vergleiches gerieten die Brüder in so heftigen Streit, dass die Mutter eingreifen musste, um einen Schusswechsel zu verhindern. Franz I. übernahm die Regierung im Anschluss wieder selbst. Nach dem Tod seines Vaters 1581 regierte Franz gemeinsam mit seinen Brüdern Magnus und Moritz. Im Jahr 1585 wurde Magnus vom Reichshofrat als regierungsunfähig erklärt, gleichzeitig wurde die Regierung Franz II. und die Erbfolge seiner Söhne bestätigt. Magnus wurde 1588 auf der Flucht in Hamburg verhaftet und an Franz ausgeliefert. Franz ließ seinen Bruder bis zu dessen Tod im Turm des Ratzeburger Schlosses einkerkern.
Unter Franz II. wurde 1585 die Niedersächsische Kirchenordnung erlassen, mit der 50 Jahre nach Beginn einer schleichenden Reformation in Herzogtum die Lauenburgische Landeskirche gegründet wurde. Im selben Jahr wurde die Ewige Union der Ritter- und Landschaft geschlossen. Permanenter Tagungsort dieser Ständevertretung war Büchen.
Franz gelang es, die desolaten finanziellen Verhältnisse des Landes etwas zu ordnen. Die Zwistigkeiten mit der Stadt Lübeck wurden unter Franz wieder heftiger geführt.
Er starb 1619, nachdem er jahrelang von „Steinschmerzen“ geplagt wurde, ohne das Erstgeburtsrecht mit den Ständen besprochen zu haben.

## Ehen und Nachkommen
Franz war zweimal verheiratet und hatte aus seinen Ehen 11 Söhne und 7 Töchter. Seine erste Ehefrau wurde am 26. Dezember 1574 in Wolgast Margarete (1553–1581), Tochter des Herzogs Philipp I. von Pommern, mit der folgende Kinder hatte:
- Marie (1576–1625), Nonne in Gandersheim
- August (1577–1656), Herzog von Sachsen-Lauenburg

⚭ 1. 1621 Prinzessin Elisabeth Sophie von Schleswig-Holstein-Gottorf (1599–1627)
⚭ 2. 1633 Gräfin Katharina von Oldenburg (1582–1644)
- Philipp (1578–1605)
- Katharina Ursula (1580–1611)

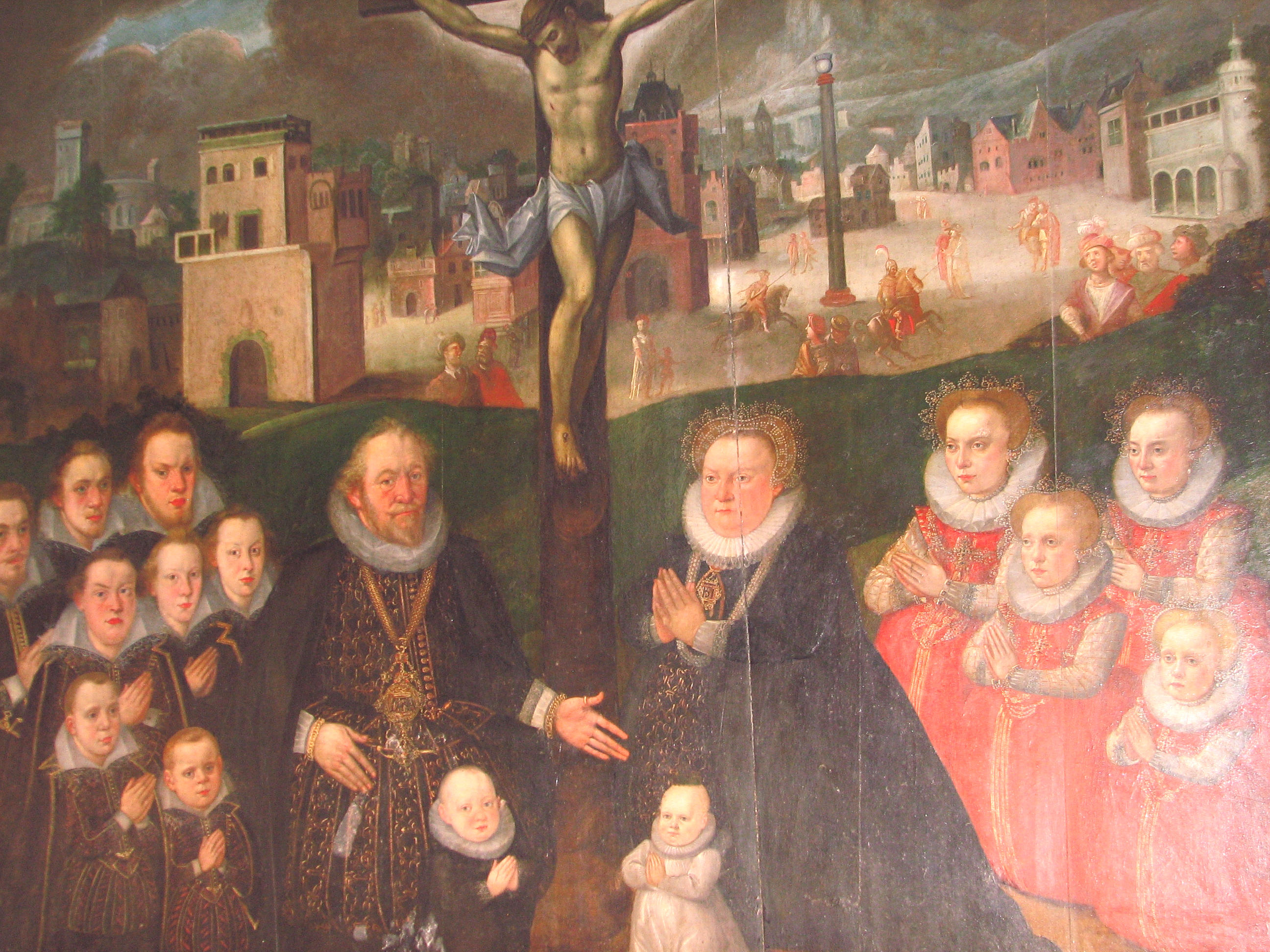
Herzog Franz II. von Sachsen-Lauenburg mit Maria und den gemeinsamen Kindern

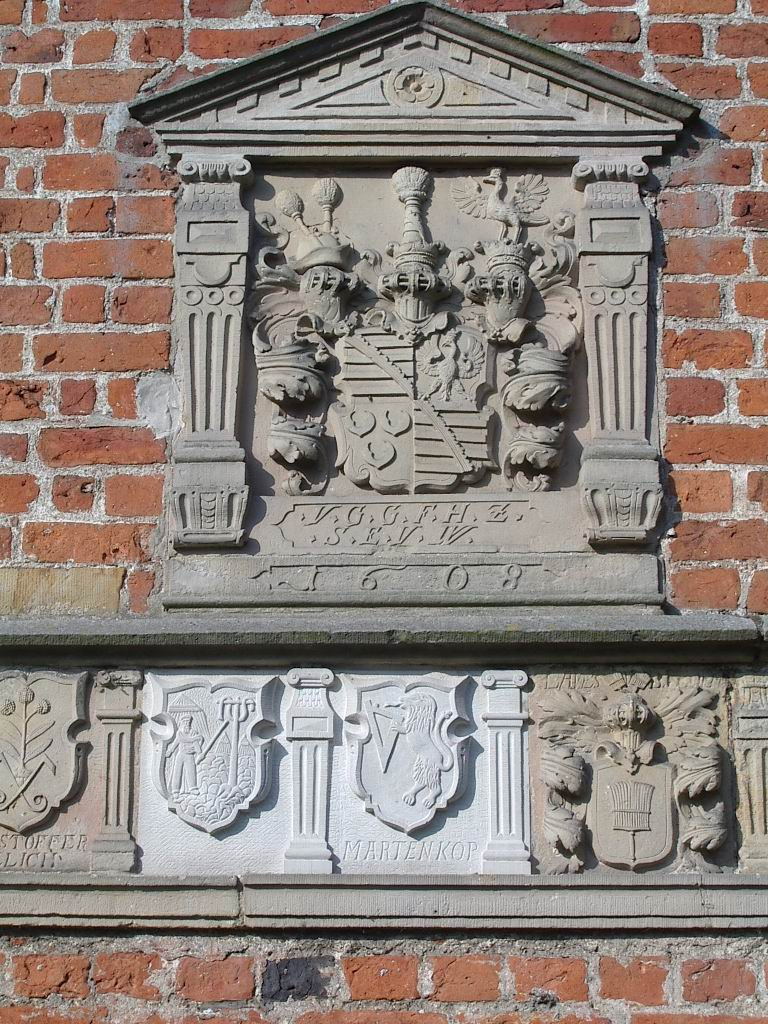
Wappen Franz’ II. (oben) mit Hadler Bauernwappen am Chor der St. Jacobi-Kirche in Cuxhaven-Lüdingworth

In zweiter Ehe vermählte sich Franz am 10. November 1582 in Wolfenbüttel mit Maria (1566–1626), Tochter des Herzogs Julius von Braunschweig-Wolfenbüttel. Mit ihr hatte er folgende Kinder:
- Franz Julius (1584–1634)

⚭ 1620 Prinzessin Agnes von Württemberg (1592–1629)
- Julius Heinrich (1586–1665), Herzog von Sachsen-Lauenburg

⚭ 1. 1617 Gräfin Anna von Ostfriesland (1562–1621)
⚭ 2. 1628 Prinzessin Elisabeth Sophie von Brandenburg (1589–1629)
⚭ 3. 1632 Freiin Anna Magdalene von Lobkowitz († 1668)
- Ernst Ludwig (1587–1620), gefallen in Aschau
- Hedwig Sibylle (1588–1635)
- Juliane (1589–1630)

⚭ 1627 Herzog Friedrich von Schleswig-Holstein-Norburg (1581–1658)
- Sabine Katharina (*/† 1591)
- Joachim Sigismund (1593–1629)
- Franz Karl (1594–1660)

⚭ 1. 1628 Prinzessin Agnes von Brandenburg (1584–1629)
⚭ 2. 1639 Prinzessin Katharina von Brandenburg (1602–1644)
⚭ 3. Gräfin Christine Elisabeth von Meggau († 1689)
- Rudolf Maximilian (1596–1647)

⚭ Anna Caterina de Dulcina
- Hedwig Marie (1597–1644)

⚭ 1636 Fürst Hannibal Gonzaga von Bozzolo (1602–1668)
- Franz Albrecht (1598–1642), gefallen

⚭ 1640 Prinzessin Christine Margarete zu Mecklenburg (1615–1666)
- Johann Georg (1600–1601)
- Sophie Hedwig (1601–1660)

⚭ 1624 Herzog Philipp von Schleswig-Holstein-Glücksburg (1584–1663)
- Franz Heinrich (1604–1658)

⚭ 1637 Gräfin Marie Juliane von Nassau-Siegen (1612–1665)